# Họ Tôm hùm không càng
Họ Tôm hùm không càng hay còn gọi họ Tôm hùm gai, hay là họ Tôm rồng (danh pháp khoa học: Palinuridae) là một họ tôm ở biển gồm có hơn 60 loài trong đó có nhiều loài có giá trị kinh tế cao. Tên gọi tôm rồng đôi khi dễ nhầm lẫn với loại tôm hùm đất, cũng được gọi là tôm rồng. Các loài tôm hùm có ở vùng biển Việt Nam thuộc họ này. Đây là loài tôm có giá trị kinh tế cao và được khai thác nhiều cùng với loài họ hàng của nó là tôm hùm càng.

## Đặc điểm

### Cơ thể
Tôm rồng có kích thước lớn trong các loại tôm hùm. Chúng có chiều dài từ 25 cm đến 40 cm và cân nặng 250g. Tôm rồng có bộ giáp mũ rắn chắc, và có nhiều sắc màu rực rỡ, trong đó có nhiều loài có màu sắc đỏ là chủ đạo, chúng có 10 chân to, khỏe với nhiều gai nhọn trông rất dữ tợn. Đặc biệt là hai cặp râu ở phía trước rất dài
Chúng có cấu tạo khác với các loài tôm thông thường, phần đầu và ngực mập, to, phần bụng nhỏ và ngắn, các chân bơi thoái hóa, chủ yếu là thích nghi với các hoạt động bò dưới biển. Tôm sống trong vùng biển ấm, sống ở vùng đáy biển, ban ngày ẩn náu trong các khe đá, ban đêm ra kiếm mồi. Tôm rồng bơi không được giỏi do cấu tạo cơ thể, chúng khá vụng về.
Cũng như những loài tôm khác, tôm rồng cũng lớn lên nhờ quá trình lột xác. Tuy nhiên, tôm rồng có chu kỳ lột xác dài hơn, do đó tốc độ tăng trưởng cũng chậm hơn. Tôm rồng nuôi trong lồng sau thời gian từ 18 tháng trở đi mới đạt giá trị thương phẩm, cỡ 1 kg trở lên.

### Tập tính
Tôm rồng là loài ăn tạp, trong tự nhiên và cũng như nuôi thương phẩm. Thức ăn chủ yếu là cá, giáp xác và nhuyễn thể. Môi trường sống của chúng thường là những nơi nước sạch, có hang hốc, san hô, chất đáy ở tầng đáy sạch, độ mặn cao (>30‰) và nhiệt độ nước luôn ổn định trong khoảng 22 - 320C.

## Các chi
- Jasus Parker, 1883
- Justitia Holthuis, 1946
- Linuparus White, 1847
- Nupalirus Kubo, 1955
- Palibythus Davie, 1990
- Palinurellus De Man, 1881
- Palinurus Weber, 1795
- Palinustus A. Milne-Edwards, 1880
- Panulirus White, 1847
- Projasus George and Grindley, 1964
- Puerulus Ortmann, 1897
- Sagmariasus Holthuis, 1991

Ở Việt Nam có 7 loài tôm hùm gồm:
- Tôm hùm bông là loài có kích thước lớn nhất, tăng trưởng nhanh nhất và có giá trị cao nhất trong các loài tôm rồng.
- Tôm hùm đá
- Tôm hùm sỏi
- Tôm hùm đỏ
- Tôm hùm ma
- Tôm hùm sen
- Tôm hùm bùn

## Giá trị

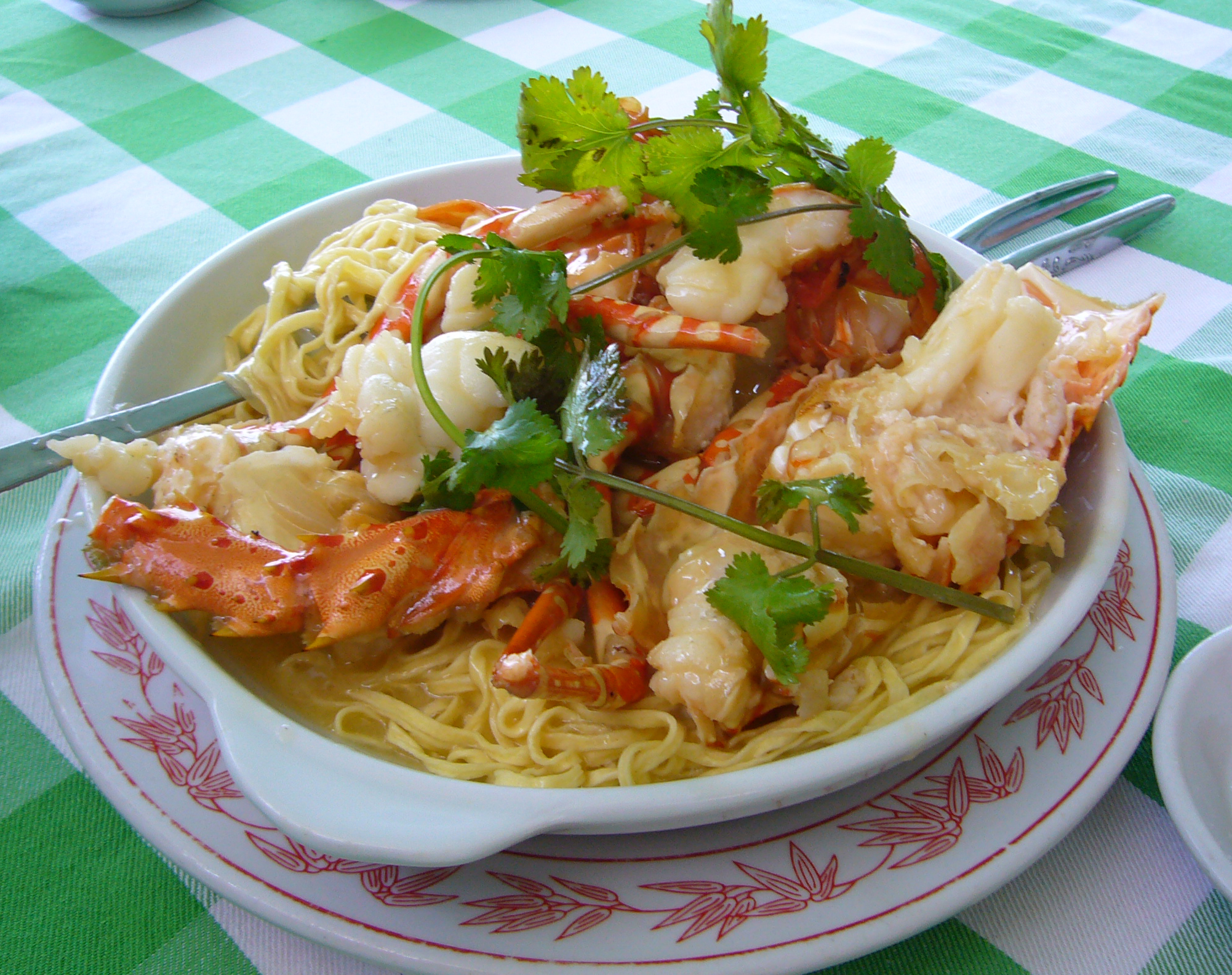
Một món mì xào tôm hùm kiểu Quảng Đông

Thịt tôm hùm đã được xem là vua của các loài hải sản, là đặc sản của vùng biển vào mùa đông lúc tôm hùm còn nặng những tảng gạch son. Gạch đóng thành một dọc vàng ươm ở sống lưng con tôm, gạch là một mảng lớn đóng nơi đầu tôm. Tôm hùm là món ăn thường được bán tại các nhà hàng. Ở Việt Nam, tôm hùm chủ yếu xuất bán sang Trung Quốc. Ở Việt Nam, tôm hùm phân bố tự nhiên và được nuôi nhiều ở các tỉnh ven biển miền Trung như Phú Yên, Bình Định, Khánh Hòa... Mùa khai thác con giống chủ yếu từ tháng 11 năm trước đến tháng 4, 5 năm sau.

## Trong văn hóa
Vua Thiệu Trị trên đường ra Hà Nội nhận phong của nhà Thanh, khi ngang qua tỉnh Quảng Bình có hỏi thăm 2 vị bô lão về chuyện con tôm lạ:
Vua lại hỏi : “Giống tôm ở thôn Động Hải cứu vớt được người, chuyện ấy có thực không ?”. Hai già thưa rằng : “Có câu chuyện ấy”. Vua nói : “Đó cũng là một chuyện lạ! Hoàng Quýnh năm trước làm việc ở đây đã biết việc này, có chép ở tập Văn Kiến tùng thoại. (Năm Minh Mệnh thứ 7, ở thôn Động Hải, thành Quảng Bình, có người đánh cá, bắt được một con tôm to, dài tới vài thước, khắp mình có vết như gấm, râu mọc cứng, dài và lớn bằng thân mà cụt mất 1 cái. Đem tôm ra chợ bán ai cũng lấy làm lạ. Có người nhà Thanh, họ Tạ, kiều cư tại đấy mua về sắp đem làm thịt, một người họ Dương, ở gần nhà, can rằng : không nên ăn, rồi bỏ tiền ra chuộc đem thả xuống sông, con tôm nhảy luôn ra biển. Sau đó, người họ Dương làm nghề buôn bán, đáp thuyền ra biển, bỗng gặp cơn sóng, gió, thuyền đắm, họ Dương sắp bị chìm xuống đáy biển, chợt bíu được một tấm ván, theo sóng trôi giạt, may được vào bờ. Dương nhìn ra thì vật để cho mình bíu chính là con tôm ngày trước mình đã thả, râu cụt y như xưa, có thể nhận rõ. Dương cúi đầu vái tạ, con tôm liền ẩn mình xuống dưới sông, rồi không trông thấy nữa).